# Danh sách cầu thủ tham dự Cúp COSAFA 2016
Đây là các đội hình tham dự Cúp COSAFA 2016, diễn ra từ 11 tháng 6 đến 25 tháng 6 năm 2016.  Tuổi và câu lạc bộ của cầu thủ được tính đến ngày khai mạc giải đấu.  Cầu thủ được đánh dấu (c) là đội trưởng của đội tuyển quốc gia đó.

## Angola
Huấn luyện viên:
| 0#0 | Vị trí | Cầu thủ                        | Ngày sinh và tuổi          | Câu lạc bộ                   |
| --- | ------ | ------------------------------ | -------------------------- | ---------------------------- |
|     | TM     | Josue                          |                            |                              |
|     | HV     | Nelson Miango Mudile           |                            |                              |
|     |        | Carlos Guimarães do Carmo      |                            |                              |
|     | HV     | Joao Gomes Oliveira            |                            |                              |
|     | TV     | Daniel Antonio Jonata          |                            |                              |
|     | TV     | Herenilson Caifalo do Carmo    | 23 tháng 5, 1996 (20 tuổi) | Atlético Petróleos de Luanda |
|     | TV     | Tome Oswaldo Pedro             |                            |                              |
|     | TV     | Alberto Adao Campos Miguel     |                            |                              |
|     | TĐ     | Atanasio da Cruz Monteiro      |                            |                              |
|     | TĐ     | Antonio Nzanyinawo             |                            |                              |
|     | HV     | Fernando Jacinto Quissanga     |                            |                              |
|     | TM     | Landu Lubaki Tchiva Miguel     |                            |                              |
|     | HV     | Pedro Correia Alves            |                            |                              |
|     | HV     | Joaquim Marcos Cunga Balanga   |                            |                              |
|     | TV     | Nelson Coquenao Da Luz         |                            |                              |
|     | TĐ     | Vladimiro Etson Antonio Felix  |                            |                              |
|     | TV     | Jose Mirinda Cuamba da Silva   |                            |                              |
|     | TĐ     | Gaspar Necar Fortunato         |                            |                              |
|     | TĐ     | Zinedine Zidane Moises Catraio |                            |                              |
|     | TĐ     | Paulino Gomes Nguendelamba     |                            |                              |

## Botswana
Huấn luyện viên: Peter Butler
| 0#0 | Vị trí | Cầu thủ               | Ngày sinh và tuổi | Câu lạc bộ |
| --- | ------ | --------------------- | ----------------- | ---------- |
|     | TM     | Kabelo Dambe          |                   |            |
|     |        | Tapiwe Gadibolae      |                   |            |
|     |        | Mosha Gaolaolwe       |                   |            |
|     |        | Thato Kebue           |                   |            |
|     |        | Onkabetse Makgantai   |                   |            |
|     |        | Lesego Galenamotlhale |                   |            |
|     |        | Lemponye Tshireletso  |                   |            |
|     |        | Boitumelo Mafoko      |                   |            |
|     |        | Thabang Sesinyi       |                   |            |
|     |        | Lebogang Disele       |                   |            |
|     |        | Lesenya Ramoraka      |                   |            |
|     |        | Keolopile Molemi      |                   |            |
|     |        | Tebogho Sodome        |                   |            |
|     |        | Kabelo Seakanyeng     |                   |            |
|     |        | Omaathla Kebatho      |                   |            |
|     |        | Hendrick Moyo         |                   |            |
|     |        | Lemogang Maswena      |                   |            |
|     |        | Mwampole Masule       |                   |            |
|     |        | Joel Mogorosi         |                   |            |
|     |        | Olekantse Mambo       |                   |            |

## Cộng hòa Dân chủ Congo
Huấn luyện viên:
| 0#0 | Vị trí | Cầu thủ           | Ngày sinh và tuổi | Câu lạc bộ      |
| --- | ------ | ----------------- | ----------------- | --------------- |
|     |        | Herve Lomboto     |                   |                 |
|     |        | Bompunga Botuli   |                   |                 |
|     |        | Nelson Omba       |                   |                 |
|     |        | Momba Lusala      |                   |                 |
|     |        | Doxa Gikanji      |                   |                 |
|     |        | Lobi Manzoki      |                   |                 |
|     |        | Lema Mabidi       |                   |                 |
|     |        | Bodrick Muselenge |                   |                 |
|     |        | Sedrick Ngulubi   |                   |                 |
|     |        | Bangala Litombo   |                   |                 |
|     |        | Ley Matampi       |                   | DC Motema Pembe |
|     |        | Junior Baometo    |                   |                 |
|     |        | Bukasa Bakangila  |                   |                 |
|     |        | Watshini Bukia    |                   |                 |
|     |        | Mukoko Batezadio  |                   |                 |
|     |        | Guy Basisila      |                   |                 |
|     |        | Franck Mfuki      |                   |                 |

## Lesotho
Huấn luyện viên:
| 0#0 | Vị trí | Cầu thủ            | Ngày sinh và tuổi | Câu lạc bộ |
| --- | ------ | ------------------ | ----------------- | ---------- |
|     |        | Daniel Jousse      |                   |            |
|     |        | Basia Makepe       |                   |            |
|     |        | Mafa Moremoholo    |                   |            |
|     |        | Kopano Tseka       |                   |            |
|     |        | Hlompo Kalake      |                   |            |
|     |        | Mabuti Potloane    |                   |            |
|     |        | Kefoue Mahula      |                   |            |
|     |        | Jane Thaba-Ntso    |                   |            |
|     |        | Tsepo Seturumane   |                   |            |
|     |        | Jeremeka Kamela    |                   |            |
|     |        | Thumelo Khutlang   |                   |            |
|     |        | Litheboho Mokhehle |                   |            |
|     |        | Sepiriti Malefane  |                   |            |
|     |        | Phafa Tsosane      |                   |            |
|     |        | Sera Motebang      |                   |            |
|     |        | Motlomelo Mkwanazi |                   |            |
|     |        | Montoeli Sonopo    |                   |            |
|     |        | Thabo Seakhoa      |                   |            |

## Madagascar
Huấn luyện viên: Auguste Raux
| 0#0 | Vị trí | Cầu thủ                      | Ngày sinh và tuổi | Câu lạc bộ |
| --- | ------ | ---------------------------- | ----------------- | ---------- |
|     |        | Toby Sandratriniaina         |                   |            |
|     |        | Randrianiaiana Tantley       |                   |            |
|     |        | Michel Fetranianina          |                   |            |
|     |        | Ando Manoelantsoa            |                   |            |
|     |        | Jaotambo Bourahim            |                   |            |
|     |        | Sarivahy Vombola             |                   |            |
|     |        | Rinjala Raherinaivo          |                   |            |
|     |        | Francois Randrianmonjanahary |                   |            |
|     |        | Chretien Andriamifehy        |                   |            |
|     |        | Solo Rakotoarinosy           |                   |            |
|     |        | Bela Fanomezana              |                   |            |
|     |        | Eddit Bastia                 |                   |            |
|     |        | Fenosoa Ratolojanahary       |                   |            |
|     |        | Morelin Raveoarisona         |                   |            |
|     |        | Florent Rajaoniasy           |                   |            |
|     |        | Manda Ratsimbazafy           |                   |            |
|     |        | Elefoni                      |                   |            |
|     |        | Andy Randrianarisoa          |                   |            |

## Malawi
Huấn luyện viên: Ernest Mtawali
| 0#0 | Vị trí | Cầu thủ                | Ngày sinh và tuổi | Câu lạc bộ |
| --- | ------ | ---------------------- | ----------------- | ---------- |
|     |        | Charles Swini          |                   |            |
|     |        | Stanley Sanudi         |                   |            |
|     |        | Franci Mlimbika        |                   |            |
|     |        | Chiukepo Msowoya       |                   |            |
|     |        | Rafick Namvera         |                   |            |
|     |        | Harry Nyirenda         |                   |            |
|     |        | Joseph Kamwendo        |                   |            |
|     |        | Gabadhino Mhango       |                   |            |
|     |        | Miracle Gabeya         |                   |            |
|     |        | Isaac Kalaiti          |                   |            |
|     |        | Gerald Phiri, Jr.      |                   |            |
|     |        | Ernest Kakhobwe        |                   |            |
|     |        | Wonderful Jereman      |                   |            |
|     |        | Muhammad Sulumba       |                   |            |
|     |        | Yamikani Livison Fodya |                   |            |
|     |        | Peter Wadabwa          |                   |            |
|     |        | Pilirani Zonda         |                   |            |
|     |        | John Mbanda            |                   |            |
|     |        | Dalitso Sailesi        |                   |            |

## Mauritius
Huấn luyện viên: Joe Tshupula
| 0#0 | Vị trí | Cầu thủ                | Ngày sinh và tuổi | Câu lạc bộ |
| --- | ------ | ---------------------- | ----------------- | ---------- |
|     |        | Kevin Jean-Louis       |                   |            |
|     |        | Louis Dorza            |                   |            |
|     |        | Damien Balisson        |                   |            |
|     |        | Francis Rasolofonirina |                   |            |
|     |        | Jonathan Pierre Bru    |                   |            |
|     |        | Peter Bell             |                   |            |
|     |        | Kevin Dean Chan-Yu-tin |                   |            |
|     |        | Jean Sophie            |                   |            |
|     |        | Guiyano Chiffone       |                   |            |
|     |        | Louis Citorah          |                   |            |
|     |        | Emmanuel Vincent Jean  |                   |            |
|     |        | Jean Permal            |                   |            |
|     |        | Jean Langue            |                   |            |
|     |        | Christopher L'enclume  |                   |            |
|     |        | Laval Rungassamy       |                   |            |
|     |        | Luther Rose            |                   |            |
|     |        | Kylian Yrnard          |                   |            |
|     |        | Aboobakar Augustin     |                   |            |

## Mozambique
Huấn luyện viên:
| 0#0 | Vị trí | Cầu thủ           | Ngày sinh và tuổi | Câu lạc bộ |
| --- | ------ | ----------------- | ----------------- | ---------- |
|     |        | José Guirrugo     |                   |            |
|     |        | João Mazive       |                   |            |
|     |        | Teca Jorge        |                   |            |
|     |        | Gildo Vilanculos  |                   |            |
|     |        | Manuel Correia    |                   |            |
|     |        | Kleiton Arge      |                   |            |
|     |        | Apso Manjate      |                   |            |
|     |        | Luis Miquissone   |                   |            |
|     |        | Lourenco Waruma   |                   |            |
|     |        | João Mussica      |                   |            |
|     |        | Pedro Timbe       |                   |            |
|     |        | Bruno Langa       |                   |            |
|     |        | Nelson Divrassone |                   |            |
|     |        | Alexandre Guambe  |                   |            |
|     |        | Nelson Logomale   |                   |            |
|     |        | Sitoe Salomone    |                   |            |
|     |        | Elias Macamo      |                   |            |
|     |        | Dayson Agostinho  |                   |            |
|     |        | Luis Parkim       |                   |            |
|     |        | Salomão Mondlane  |                   |            |

## Namibia
Huấn luyện viên: Ricardo Mannetti
| 0#0 | Vị trí | Cầu thủ            | Ngày sinh và tuổi | Câu lạc bộ |
| --- | ------ | ------------------ | ----------------- | ---------- |
|     | TM     | Maximilian Mbaeva  |                   |            |
|     |        | Denzil Hoaseb      |                   |            |
|     |        | Ananias Gebhardt   |                   |            |
|     |        | Ferdinand Karongee |                   |            |
|     |        | Deon Hotto         |                   |            |
|     |        | Benson Shilongo    |                   |            |
|     |        | Wangu Gome         |                   |            |
|     |        | Ronald Ketjijere   |                   |            |
|     |        | Peter Shalulile    |                   |            |
|     |        | Larry Horaeb       |                   |            |
|     |        | Hendrik Somaeb     |                   |            |
|     |        | Dynamo Fredericks  |                   |            |
|     |        | Absalom Iimbondi   |                   |            |
|     |        | Oswaldo Xamseb     |                   |            |
|     |        | Terdius Uiseb      |                   |            |
|     |        | Charles Uirab      |                   |            |
|     |        | Itamunua Keimuine  |                   |            |
|     |        | Tiberius Lombard   |                   |            |
|     |        | Edmund Kambanda    |                   |            |

## Seychelles
Huấn luyện viên: Ralph Jean-Louis
| 0#0 | Vị trí | Cầu thủ                | Ngày sinh và tuổi | Câu lạc bộ |
| --- | ------ | ---------------------- | ----------------- | ---------- |
|     |        | Jose Vincent Euphrasie |                   |            |
|     |        | Yannick Manoo          |                   |            |
|     |        | Nelson Lawrence        |                   |            |
|     |        | Jones Joubert          |                   |            |
|     |        | Benoit Marie           |                   |            |
|     |        | Gervais Waye-Hive      |                   |            |
|     |        | Achille Henriette      |                   |            |
|     |        | Carl Hoprich           |                   |            |
|     |        | Daniel Mailet          |                   |            |
|     |        | Collin Bibi            |                   |            |
|     |        | Andrew Onezia          |                   |            |
|     |        | Bertin Basil           |                   |            |
|     |        | Randy Suzette          |                   |            |
|     |        | Keith Carolie          |                   |            |
|     |        | Colin Esther           |                   |            |
|     |        | Karl Hall              |                   |            |
|     |        | Tamboo Elijah          |                   |            |
|     |        | Gino Melanie           |                   |            |
|     |        | Marlin Sopola          |                   |            |
|     |        | Lucas Panayi           |                   |            |

## Nam Phi
Huấn luyện viên: Shakes Mashaba
| 0#0 | Vị trí | Cầu thủ              | Ngày sinh và tuổi | Câu lạc bộ |
| --- | ------ | -------------------- | ----------------- | ---------- |
|     | TM     | Reyaad Pieterse      |                   |            |
|     |        | Rivaldo Coetzee      |                   |            |
|     |        | Tshepo Rikhotso      |                   |            |
|     |        | Lebogang Phiri       |                   |            |
|     |        | Abbubaker Mobara     |                   |            |
|     |        | Gift Motupa          |                   |            |
|     |        | Thembela Sikhakhane  |                   |            |
|     |        | Tebogo Moerane       |                   |            |
|     |        | Thembinkosi Lorch    |                   |            |
|     |        | Judas Moseamedi      |                   |            |
|     |        | Maphosa Modiba       |                   |            |
|     |        | Nkosingiphile Gumede |                   |            |
|     |        | Siphesishle Stuurman |                   |            |
|     |        | Rebo Malepe          |                   |            |
|     |        | Thabiso Kutumela     |                   |            |
|     |        | Menzi Masuku         |                   |            |
|     |        | Phumlani Ntshangase  |                   |            |
|     |        | Deolin Mekoa         |                   |            |
|     |        | Jody February        |                   |            |

## Swaziland
Huấn luyện viên: Harris Bulunga
| 0#0 | Vị trí | Cầu thủ           | Ngày sinh và tuổi | Câu lạc bộ            |
| --- | ------ | ----------------- | ----------------- | --------------------- |
|     |        | Sandile Ginndiza  |                   |                       |
|     |        | Sifiso Mabila     |                   |                       |
|     |        | Muzi Dlmaini      |                   |                       |
|     |        | Siyabonga Mdluli  |                   |                       |
|     |        | Sanele Mkhweli    |                   |                       |
|     |        | Felix Badenhorst  |                   |                       |
|     |        | Sabelo Ndzinisa   |                   |                       |
|     |        | Mcolisi Lukhele   |                   |                       |
|     |        | Machawe Dlamini   |                   |                       |
|     |        | Njubulo Ndlovo    |                   |                       |
|     |        | Tony Tsabedze     |                   |                       |
|     |        | Nhlanhla Gwebu    |                   |                       |
|     |        | Sihumbuzo Ntimane |                   |                       |
|     |        | Bongi Gamendze    |                   |                       |
|     |        | Banele Sikhondze  |                   |                       |
|     |        | Phi Dlamini       |                   |                       |
|     | HV     | Phumlani Dlamini  |                   | Manzini Sundowns F.C. |
|     |        | Wonder Nhleko     |                   |                       |
|     |        | Mandla Palma      |                   |                       |

## Zambia
Huấn luyện viên: George Lwandamina
| 0#0 | Vị trí | Cầu thủ            | Ngày sinh và tuổi | Câu lạc bộ      |
| --- | ------ | ------------------ | ----------------- | --------------- |
|     | TM     | Danny Munyao       |                   | Red Arrows      |
|     | TV     | Donashano Malama   |                   | Nkana           |
|     | HV     | Buchizya Mfune     |                   | Green Buffaloes |
|     | HV     | Adrian Chama       |                   | Green Buffaloes |
|     | HV     | Emmanuel Museka    |                   | Lusaka Tigers   |
|     | TV     | Charles Zulu       |                   | Zanaco          |
|     | TV     | Paul Katema        |                   | Red Arrows      |
|     | TV     | Salulani Phiri     |                   | Zanaco          |
|     | TV     | Steward Chikandiwa |                   | Nkwazi          |
|     | TĐ     | Conlyde Luchanga   |                   | Lusaka Dynamos  |
|     | TĐ     | Festus Mbewe       |                   | Red Arrows      |
|     | HV     | Benedict Chepeshi  |                   | Red Arrows      |
|     | HV     | Boyd Mkandawire    |                   | Napsa Stars     |
|     | TĐ     | Patson Daka        |                   | Power Dynamos   |
|     | HV     | Webster Mulenga    |                   | Red Arrows      |
|     | TM     | Rachar Kola        |                   | Zanaco          |
|     | TV     | Spencer Sautu      |                   | Green Eagles    |
|     | TV     | Jacob Ngulube      |                   | Nkana           |
|     | TM     | Lawrence Mulenga   |                   | Kabwe Warriors  |
|     | TV     | Clatous Chama      |                   | Zesco United    |

## Zimbabwe
Huấn luyện viên: Callisto Pasuwa
| 0#0 | Vị trí | Cầu thủ           | Ngày sinh và tuổi | Câu lạc bộ |
| --- | ------ | ----------------- | ----------------- | ---------- |
|     |        | Tatenda Mukuruva  |                   |            |
|     |        | Hardlife Zvirekwi |                   |            |
|     |        | Bruce Kangwa      |                   |            |
|     |        | Elisha Muroiwa    |                   |            |
|     |        | Teenage Hadebe    |                   |            |
|     |        | Nqobizitha Masuku |                   |            |
|     |        | Danny Phiri       |                   |            |
|     |        | Marshal Mudehwe   |                   |            |
|     |        | Obadiah Tarumbwa  |                   |            |
|     |        | Ronald Pfumbidzai |                   |            |
|     |        | Charlton Mashumba |                   |            |
|     |        | Bernard Donovan   |                   |            |
|     |        | Lawrence Mhlanga  |                   |            |
|     |        | Raphael Manuvire  |                   |            |
|     |        | King Nadalo       |                   |            |
|     |        | Tafadzwa Kutinyu  |                   |            |
|     |        | Farai Madhanga    |                   |            |
|     |        | Talent Chawapiwa  |                   |            |